# Fowlerův proces
Fowlerův proces je postup používaný k výrobě a laboratorní přípravě perfluorovaných sloučenin z uhlovodíků nebo jejich částečně fluorovaných derivátů v plynném skupenství fluorací fluoridem kobaltitým.

## Historie
Projekt Manhattan vyžadoval výrobu a skladování fluoridu uranového sloužícího k obohacování uranu. Fluorid uranový je žíravý, oxidující, a těkavá pevná látka, která sublimuje při 56 °C a k jejímu skladování bylo třeba vyvinout několik nových materiálů, a také chladivo, které nebude zničeno stykem s touto látkou. Jako vhodné se ukázaly perfluorované uhlovodíky, ovšem nebyl znám žádný postup jejich výroby v dostatečném množství.
Samotnou reakci uhlovodíku s fluorem nelze použít, protože vysoká reaktivita fluoru by způsobila vznícení. Jako vhodný postup se ukázalo nahrazení elementárního fluoru fluoridem kobaltitým.
Po druhé světové válce byla většina nalezených postupů odtajněna. V březnu 1947 bylo vydáno několik článků o chemii fluoru, zabývajících se výrobou a skladováním prvku, a výrobou a přípravou organofluoridů. V jednom z nich R. D. Fowler et al. popsali laboratorní přípravu perfluorovaných uhlovodíků, perfluor-n-heptanu a perfluordimethylcyklohexanu (směsi 1,3- a 1,4-izomeru), reakcemi plynných uhlovodíků s fluoridem kobaltitým, podařilo se provést také průmyslovou výrobu.

## Průběh
Fowlerův proces se skládá ze dvou kroků, prvním je fluorace fluoridu kobaltnatého na fluorid kobaltitý:
2 CoF2 + F2 → 2 CoF3
V druhém kroku (jako příklad je použita výroba perfluorhexanu) se do reakčního prostředí dodává uhlovodík, který reaguje s fluoridem kobaltitým, přičemž se obnovuje fluorid kobaltnatý. Oba kroky se provádí za vysokých teplot.
C6H14 + 28 CoF3 → C6F14 + 14 HF + 28 CoF2
Reakce probíhá skrz přenos jednoho elektronu a v jejím průběhu se vytváří karbokationty; tyto meziprodukty se mohou přesmykovat a vytvářet tak směsi několika produktů.

## Suroviny
Jako výchozí látky se zpravidla používají uhlovodíky, přičemž k výrobě cyklických perfluoruhlovodíků obvykle slouží aromatické substráty; například na výrobu perfluormethylcyklohexanu se místo methylcyklohexanu používá toluen, protože se spotřebuje méně fluoru.
Lze použít i částečně fluorované výchozí látky, například na výrobu perfluor-1,3-dimethylcyklohexanu bis-1,3-(trifluormethyl)benzen; přestože bývají takové postupy obecně považovány za nákladnější, tak potřebují méně fluoru, a mívají větší výtěžnosti, protože se významně snižuje pravděpodobnost přesmyků karbokationtů.